# Антощенко Василий Иванович
Антощенко Василий Иванович (бел. Васіль Іванавіч Антошчанка; 20 августа 1922 д. Усох Тереховского района Гомельской губернии БССР — 3 июля 1997, Омск) — советский государственный и партийный деятель, председатель Молотовского райсполкома (1955—1957), первый секретарь Иртышского райкома КПСС (1957—1962), первый секретарь Русско-Полянского райкома КПСС (1965—1967), секретарь Омского облисполкома, депутат Омского областного Совета народных депутатов, член Омского обкома КПСС, заведующий архивным отделом Омского облисполкома. Участник Великой Отечественной войны.

## Биография
Родился в крестьянской семье. В 1936 году родители переехали в Омскую область, в колхоз «10 лет Октября» Марьяновского района. Здесь он окончил 7-летнюю школу и поступил в Омское педагогическое училище.
В 1939 году досрочно был выпущен из училища и по направлению облоно поехал в Викуловский район, где преподавал химию и биологию в Балаганской неполной средней школе.
В 1940 году был призван в РККА.
В мае 1941 года после окончания школы младших авиаспециалистов в городе Пушкине Ленинградской области был направлен авиамехаником в 148-й истребительный авиаполк, находившийся в городе Либаве (Латвийская ССР). Здесь его и застало известие о начале Великой Отечественной войны.
В августе 1941 года полк был направлен на переформирование, после чего Антощенко проходил службу в 740-м истребительном авиаполку. Воевал на Северо-Западном и 1-м Белорусском фронтах.
После демобилизации в октябре 1945 года Антощенко вернулся домой в Омскую область. Около двух лет, с декабря 1945 по август 1947 года, работал школьным инспектором в Марьяновском роно, с августа 1947 года по январь 1948 года возглавлял Боголюбовскую среднюю школу.
В начале 1947 года был взят на работу в аппарат Марьяновского райкома ВКП(б) на должность зав. отделом пропаганды и агитации.
В ноябре 1950 года был избран вторым секретарем Марьяновского райкома партии. К этому времени заочно окончил естественно-географический факультет Омского педагогического института.
В июне 1953 года Антощенко был назначен директором Южно-Любинской семилетней школы. Однако на этой должности он проработал всего несколько месяцев: в ноябре того же года на районной партконференции избран секретарём Марьяновского райкома КПСС.
Уже в январе 1954 года он был переведен в Молотовский (сельский) район, где на районной партконференции избран вторым секретарём райкома партии.
В 1955 году Антощенко был утвержден председателем райисполкома. Заочно окончил Новосибирскую высшую партийную школу.
В 1957 году Молотовский район был переименован в Иртышский. На первом (организационном) пленуме райкома парии А. был избран первым секретарем райкома
В 1962 году Антощенко был избран парторгом обкома КПСС Черлакского территориального производственного совхозно-колхозного управления, а через несколько месяцев, в декабре того же года, — секретарем парткома Русско-Полянского производственного совхозно-колхозного управления.
В январе 1965 года пленум Русско-Полянского райкома КПСС избрал Антощенко первым секретарём райкома.
В декабре 1967 года Антощенко был переведен в Омск и назначен зам. зав. отделом организационно-партийной работы Омского обкома партии; а в начале января 1968 года избран секретарем исполкома областного Совета депутатов трудящихся. С этой должности в марте 1987 года А. ушёл на пенсию, но продолжал работу: в июле 1987 года был утвержден зав. архивным отделом Омского облисполкома, а через два года, в июле 1989 года, был освобожден от занимаемой должности по состоянию здоровья.
Антощенко был депутатом Омского областного Совета народных депутатов, членом Омского обкома КПСС. Награжден двумя орденами «Знак Почета» (1957, 1966) и четырьмя медалями: «За отвагу» (1945) и «За победу над Германией в Великой Отечественной войне 1941-1945гг.» (1945), «За освоение целинных земель» (1957), «За трудовую доблесть» (1971).